# Marisela Escobedo
Marisela Escobedo Ortiz (Piedras Negras, 12 de junio de 1958 - Chihuahua, 16 de diciembre de 2010) fue una enfermera y activista social mexicana, asesinada mientras protestaba por el feminicidio de su hija ocurrido en el año 2008.

## Feminicidio y juicio
Marisela Escobedo Ortiz inició su activismo social en 2008, con motivo del feminicidio en Ciudad Juárez de su hija, Rubí Marisol Frayre Escobedo, de 16 años de edad. Marisela Escobedo señaló entonces a la pareja de su hija, Sergio Rafael Barraza Bocanegra, como el asesino. 
El 30 de enero de 2009, Marisela recibió una llamada de Ángel Valles, quien atestiguó haber escuchado una plática en que Sergio Barraza confesaba el asesinato de Rubí. Con recursos propios Marisela logró localizar a Barraza en Fresnillo, Zacatecas, donde fue detenido y trasladado a Ciudad Juárez. Allí este confesó la autoría del crimen y señaló el lugar de sepultura de los restos de Rubí Frayre en uno de los primeros juicios orales de la historia de México en donde la confesión no es suficiente.De esta manera, aun a pesar de la autoinculpación, los jueces declararon al asesino inocente por falta de pruebas y lo pusieron en libertad. Ello supuso un escándalo que trascendió las fronteras nacionales, convirtiéndose Marisela Escobedo en referente público de su denuncia.

## Comisión Nacional de los Derechos Humanos
Debido a la sentencia de absolución del culpable de la muerte de su hija, Marisela presentó una queja ante la Comisión Nacional de los Derechos Humanos (CNDH), la cual evidenció el fallo del sistema judicial en Chihuahua y pidió la investigación de los servidores públicos que intervinieron en dicho juicio y una disculpa pública por parte del Estado. Asimismo, condenó las acciones de la Fiscalía General del Estado (FGE), alegando la revictimización de Marisela Escobedo y su familia ante la absolución. 
Después de la emisión de la recomendación 44/2013 de la CNDH, un tribunal superior cambió la sentencia de Barraza. Sin embargo, el agresor ya había escapado. 

## Activismo contra la impunidad
A partir de ello, Marisela Escobedo dejó su trabajo para dedicarse por completo a denunciar la impunidad por el asesinato de su hija, recabar pruebas y pedir que Sergio Rafael Barraza fuera detenido y llevado nuevamente a juicio. Se convirtió en un símbolo feminista y de lucha contra la impunidad que existe en México. Así, Escobedo se dejó ver por las calles de Juárez con la foto del asesino confeso precintada a su cuerpo como única vestimenta, realizó incontables marchas de denuncia, peticiones a los gobernantes y recorrió Zacatecas buscando pistas del asesino. 
Por su lado, Barraza se unió al grupo delictivo de Los Zetas. 
Tras múltiples protestas ante los gobernadores José Reyes Baeza Terrazas y César Duarte Jáquez, Marisela Escobedo se instaló en la Plaza Hidalgo de la ciudad de Chihuahua, frente al Palacio de Gobierno, sede del gobernador. 
Amenazada de muerte, Escobedo declaró: "Si me va a venir este hombre a asesinar, que me venga a matar aquí, enfrente (del palacio de Chihuahua) para vergüenza del gobierno". Así, en este sitio, el 16 de diciembre de 2010 fue asesinada en presencia de su hermano por un desconocido de un balazo en la cabeza según la prensa y gobierno.
El 7 de octubre de 2012, la Fiscalía General del Estado de Chihuahua capturó a José Enrique Jiménez Zavala «El Wicked» y lo presentó como el asesino de Marisela Escobedo. Sin embargo, el hermano de Marisela y testigo del crimen, declaró públicamente que «El Wicked» no era el asesino y señaló a Andy Barraza, hermano de Sergio Rafael, como el autor material. En noviembre de ese mismo año, el fiscal de Zacatecas informó que el asesino de Rubí Marisol Frayre Escobedo murió en un enfrentamiento con el Ejército Mexicano.
El 30 de diciembre de 2014, «El Wicked» fue encontrado muerto en su celda. En un inicio, la fiscalía de Chihuahua señaló que había muerto por un infarto, pero días después confirmó que fue asesinado por otro reo.

## Impunidad
Sergio Rafael Barraza, sentenciado por la muerte de Rubí Marisol Frayre y autor intelectual del asesinato de Marisela Escobedo, jamás pisó la cárcel porque la fiscalía de Chihuahua no pudo hacer cumplir la orden de aprensión en su contra y murió antes de ser juzgado por el segundo homicidio.Los jueces, Catalina Ochoa Contreras, Rafael Boudib Jurado y Netzahualcóyotl Zúñiga Vázquez que, en primera instancia, absolvieron al asesino de Rubí Marisol fueron suspendidos de sus funciones y enfrentarían un juicio político pero, antes de iniciarse, renunciaron a sus puestos para evadir el proceso en su contra. Actualmente dos de ellos tienen cargos públicos.

## Difusión
- En el año 2013, Televisa realizó un homenaje a la fallecida activista Marisela Escobedo y su hija Marisol Frayre con un especial de dos capítulos con los títulos Sed de Justicia y Más allá del dolor de la temporada 6, en la serie La rosa de Guadalupe.[18]
- El 14 de octubre de 2020 se estrenó el documental Las tres muertes de Marisela Escobedo, producido por Netflix, sobre los dos años que Marisela Escobedo dedicó a la investigación para esclarecer el feminicidio de su hija y los obstáculos que halló en el camino por parte de las propias autoridades mexicanas.[19]
- El 8 de marzo de 2022, el Centro de Derechos Humanos de las Mujeres de Chihuahua (Cedehm) inauguró dentro de sus instalaciones un memorial en honor a Marisela.[20]